# Grand Prix (pris)
Grand Prix (eller Juryns stora pris) är ett pris som delas ut under Filmfestivalen i Cannes tilldelat av festivalens jury till en av de tävlande långfilmerna. Det är det näst mest prestigefyllda priset på festivalen efter Guldpalmen (Palme d'Or). Före Grand Prix var Prix du Jury (Jurypriset) näst mest prestigefyllt.

## Prisets namn
Sedan 1995 har det officiella namnet på priset helt enkelt varit Grand Prix (Stora priset), men det har haft två andra namn sedan det skapades 1967: Grand Prix Spécial du Jury (Juryns stora särskilda pris, 1967–1988) och Grand Prix du Jury (Juryns stora pris, 1989–1994). 
Dessutom bör inte priset förväxlas med Grand Prix du Festival International du Film, vilket var det tidigare namnet för Guldpalmen (Palme d'Or).

## Vinnare
Grand Prix Spécial du Jury
| År   | Titel                                                   | Originaltitel                                         | Regissör                   | Regissörens nationalitet |
| ---- | ------------------------------------------------------- | ----------------------------------------------------- | -------------------------- | ------------------------ |
| 1967 | Kraschen                                                | Accident                                              | Joseph Losey               | USA                      |
| 1967 | I Even Met Happy Gypsies                                | Skupljači perja                                       | Aleksandar Petrović        | Jugoslavien              |
| 1969 | Ådalen 31                                               | Ådalen 31                                             | Bo Widerberg               | Sverige                  |
| 1970 | Undersökning av en medborgare höjd över alla misstankar | Indagine su un cittadino al di sopra di ogni sospetto | Elio Petri                 | Italien                  |
| 1971 | Johnny Got His Gun                                      | Johnny Got His Gun                                    | Dalton Trumbo              | USA                      |
| 1971 | Taking Off                                              | Taking Off                                            | Miloš Forman               | Tjeckoslovakien          |
| 1972 | Solaris                                                 | Солярис, Soljaris                                     | Andrej Tarkovskij          | Sovjetunionen            |
| 1973 | Mamman och horan                                        | La Maman et la putain                                 | Jean Eustache              | Frankrike                |
| 1974 | Tusen och en natt                                       | Il fiore delle Mille e una notte                      | Pier Paolo Pasolini        | Italien                  |
| 1975 | Kaspar Hauser – var och en för sig och Gud mot alla     | Jeder für sich und Gott gegen alle                    | Werner Herzog              | Västtyskland             |
| 1976 | Cría cuervos                                            | Cría cuervos                                          | Carlos Saura               | Spanien                  |
| 1976 | Markisinnan von O...                                    | Die Marquise von O...                                 | Éric Rohmer                | Frankrike                |
| 1978 | Skriket                                                 | The Shout                                             | Jerzy Skolimowski          | Polen                    |
| 1978 | Apans dröm                                              | Ciao maschio                                          | Marco Ferreri              | Italien                  |
| 1979 | Siberiade                                               | Сибириада, Sibiriada                                  | Andrej Kontjalovskij       | Sovjetunionen            |
| 1980 | Min farbror från Amerika                                | Mon oncle d'Amérique                                  | Alain Resnais              | Frankrike                |
| 1981 | Les Années lumière                                      | Les Années lumière                                    | Alain Tanner               | Schweiz                  |
| 1982 | San Lorenzonatten                                       | La Notte di San Lorenzo                               | Paolo och Vittorio Taviani | Italien                  |
| 1983 | Meningen med livet                                      | Monty Python's The Meaning of Life                    | Terry Jones                | Storbritannien           |
| 1984 | Diary for My Children                                   | Napló gyermekeimnek                                   | Márta Mészáros             | Ungern                   |
| 1985 | Birdy                                                   | Birdy                                                 | Alan Parker                | Storbritannien           |
| 1986 | Offret                                                  | Offret                                                | Andrej Tarkovskij          | Sovjetunionen            |
| 1987 | Botgöring                                               | მონანიება, Monanieba                                  | Tengiz Abuladze            | Sovjetunionen            |
| 1988 | En annan värld                                          | A World Apart                                         | Chris Menges               | Storbritannien           |

Grand Prix du Jury
| År   | Titel               | Originaltitel                            | Regissör           | Regissörens nationalitet |
| ---- | ------------------- | ---------------------------------------- | ------------------ | ------------------------ |
| 1989 | Cinema Paradiso     | Nuovo Cinema Paradiso                    | Giuseppe Tornatore | Italien                  |
| 1989 | För vacker för dig! | Trop belle pour toi                      | Bertrand Blier     | Frankrike                |
| 1990 | Tilaï               | Tilaï                                    | Idrissa Ouedraogo  | Burkina Faso             |
| 1990 | The Sting of Death  | 死の棘, Shi no Toge                      | Kôhei Oguri        | Japan                    |
| 1991 | Den sköna satmaran  | La Belle noiseuse                        | Jacques Rivette    | Frankrike                |
| 1992 | Barntjuven          | Il Ladro di bambini                      | Gianni Amelio      | Italien                  |
| 1993 | Fjärran, så nära!   | In weiter Ferne, so nah!                 | Wim Wenders        | Tyskland                 |
| 1994 | Att leva            | 活着, huó zhe                            | Zhang Yimou        | Kina                     |
| 1994 | Brända av solen     | Утомлённые солнцем, Utomlyonnye solntsem | Nikita Michalkov   | Ryssland                 |

Grand Prix
| År   | Titel                        | Originaltitel             | Regissör                     | Regissörens nationalitet |
| ---- | ---------------------------- | ------------------------- | ---------------------------- | ------------------------ |
| 1995 | Odysseus blick               | To Vlemma tou Odyssea     | Theo Angelopoulos            | Grekland                 |
| 1996 | Breaking the Waves           | Breaking the Waves        | Lars von Trier               | Danmark                  |
| 1997 | Ljuva morgondag              | The Sweet Hereafter       | Atom Egoyan                  | Kanada                   |
| 1998 | Livet är underbart           | La vita è bella           | Roberto Benigni              | Italien                  |
| 1999 | Mänsklighet                  | L'Humanité                | Bruno Dumont                 | Frankrike                |
| 2000 | Devils on the Doorstep       | 鬼子来了                  | Jiang Wen                    | Kina                     |
| 2001 | Pianisten                    | La Pianiste               | Michael Haneke               | Österrike                |
| 2002 | Mannen utan minne            | Mies vailla menneisyyttä  | Aki Kaurismäki               | Finland                  |
| 2003 | Distant                      | Uzak                      | Nuri Bilge Ceylan            | Turkiet                  |
| 2004 | Old Boy - hämnden            | 올드보이                  | Park Chan-wook               | Sydkorea                 |
| 2005 | Broken Flowers               | Broken Flowers            | Jim Jarmusch                 | USA                      |
| 2006 | Flandern                     | Flanders                  | Bruno Dumont                 | Frankrike                |
| 2007 | The Mourning Forest          | 殯の森, Mogari no Mori    | Naomi Kawase                 | Japan                    |
| 2008 | Gomorra                      | Gomorrah                  | Matteo Garrone               | Italien                  |
| 2009 | En profet                    | Un prophète               | Jacques Audiard              | Frankrike                |
| 2010 | Gudar och människor          | Des hommes et des dieux   | Xavier Beauvois              | Frankrike                |
| 2011 | Once Upon a Time in Anatolia | Bir Zamanlar Anadolu'da   | Nuri Bilge Ceylan            | Turkiet                  |
| 2011 | Pojken med cykeln            | Le Gamin au Vélo          | Jean-Pierre och Luc Dardenne | Belgien                  |
| 2012 | Reality                      | Reality                   | Matteo Garrone               | Italien                  |
| 2013 | Inside Llewyn Davis          | Inside Llewyn Davis       | Joel och Ethan Coen          | USA                      |
| 2014 | Le Meraviglie                | Le Meraviglie             | Alice Rohrwacher             | Italien                  |
| 2015 | Sauls son                    | Saul fia                  | László Nemes                 | Ungern                   |
| 2016 | Inte hela världen?           | Juste la fin du monde     | Xavier Dolan                 | Kanada                   |
| 2017 | 120 slag i minuten           | 120 battements par minute | Robin Campillo               | Frankrike                |
| 2018 | BlacKkKlansman               | BlacKkKlansman            | Spike Lee                    | USA                      |
| 2019 | Atlantics                    | Atlantique                | Mati Diop                    | Frankrike Senegal        |
| 2021 | A Hero                       | قهرمان , Ghahreman        | Asghar Farhadi               | Iran                     |
| 2021 | Kupé nr 6                    | Hytti nro 6               | Juho Kuosmanen               | Finland                  |
| 2022 | Close                        | Close                     | Lukas Dhont                  | Belgien                  |
| 2022 | Stars at Noon                | Stars at Noon             | Claire Denis                 | Frankrike                |
| 2023 | The Zone of Interest         | The Zone of Interest      | Jonathan Glazer              | Storbritannien           |
| 2024 | All We Imagine as Light      | All We Imagine as Light   | Payal Kapadia                | Indien/ Frankrike        |
| 2025 | Sentimental Value            | Affeksjonsverdi           | Joachim Trier                | Norge                    |